# Personnages de Tokyo Ghoul
Vous pouvez aider à l'améliorer ou bien discuter des problèmes sur sa page de discussion.
- Il ne cite pas suffisamment ses sources. Vous pouvez indiquer les passages à sourcer avec {{référence nécessaire}} ou {{Référence souhaitée}}, et inclure les références utiles en les liant aux notes de bas de page. (Marqué depuis mai 2021)
- Son texte doit être wikifié : il ne correspond pas à la mise en forme Wikipédia (style, typographie, liens internes, liens entre les wikis, etc.). (Marqué depuis novembre 2020)

- Archive Wikiwix
- Bing
- Cairn
- DuckDuckGo
- E. Universalis
- Gallica
- Google
- G. Books
- G. News
- G. Scholar
- Persée
- Qwant
- (zh) Baidu
- (ru) Yandex
- (wd) trouver des œuvres sur Wikidata

Cet article présente les personnages de la série Tokyo Ghoul.

## Personnage principal
Ken Kaneki (金木 研, Kaneki Ken)
Voix japonaise : Natsuki Hanae ; Yurie Kobori (Jeune), voix française : Adrien Solis (saisons 1 et 2) puis Jean-Pierre Leblan (:re) ; Nathalie Bienaimé (Jeune) (saisons 1 et 2) puis Sophie Planet (Jeune) (:re),
Ken Kaneki est le personnage principal de Tokyo Ghoul et Tokyo Ghoul:re. À l'ouverture de la série, il est un humain qui étudie la littérature japonaise en 1re année à l'université Kamii, vivant ainsi une vie relativement normale. Cependant, sa situation change radicalement après qu'on lui ait transplanté les organes et la poche RC de Lize Kamishiro : il devient aussitôt une demi-goule borgne artificielle. Il rejoint tout d'abord l'Antique, où travaille notamment Toka Kirishima, qui deviendra sa femme par la suite, en tant que serveur à temps partiel. Il apprend peu à peu à vivre comme une goule et adopte finalement le surnom de Cache-Œil (眼帯, Gantai). Après avoir été capturé par Aogiri et torturé par Yamori, il subit un changement drastique de personnalité. Après s’être libéré, il forme un groupe dans le but d’exterminer tous ceux qui menacent les êtres qui lui sont précieux. L'apparence distincte de son kagune de feu lui vaut le surnom de Scolopendre (百足, Mukade).
Dans Tokyo Ghoul:re, après sa défaite contre Kishô Arima, il vit sous l'identité de Haise Sasaki (佐々木 琲世, Sasaki Haise), un inspecteur spécial adjoint du CCG, qui était autrefois le mentor de l’Escouade Quinques. Ses souvenirs, tout d'abord perdus, finissent par revenir au cours de l'opération d'extermination de la famille Tsukiyama. Après cette opération, les goules le connaissent comme l’Ange Noir de la Mort (黒の死神, Kuro no Shinigami). Il affronte de nouveau Kishô Arima, qu'il finit par vaincre. Eto Yoshimura lui dévoile alors le plan commun conçu par Kishô Arima pour former une goule borgne susceptible d'apporter l'espoir à toutes les goules. Ken Kaneki se fait appeler le Roi Borgne (隻眼の王, Sekigan no Ō) et forme l'organisation nommée Chèvre Noire.
Kaneki a aussi été appelé le "Dragon" par Furuta.

## Goules
Les goules (喰種, gūru) sont des humanoïdes carnivores et anthropophages qui ne peuvent se nourrir que d'humains ou d'autres goules et de café. Elles sont aussi proches que possible des humains : elles ont normalement la même apparence physique et les mêmes capacités intellectuelles, à l'exception du régime alimentaire, de la mentalité et de la biologie intérieure. Si certaines conditions rares sont remplies, les goules et les humains peuvent avoir une progéniture ; grâce à une opération de greffe réussie de cellules RC, un hybride artificiel peut par ailleurs être créé. En raison de leur statut de prédateurs naturels des humains, les goules sont traquées par le CCG.

### Antique
L'Antique(あんていく, Anteiku) est un petit café de quartier dans la série Tokyo Ghoul. À la surface, le café semble innocent, clair et agréable. Cependant, en son cœur, c'est aussi une organisation de goules du 20e arrondissement. Ses membres aident les goules dans le besoin, gèrent les lieux d'alimentation et recueillent des aliments pour les autres, en recherchant les corps d'humains s'étant suicidés. L'Antique a deux étages et un sous-sol. Le rez-de-chaussée est le café lui-même. Il y a un espace de stockage, avec une salle de réunion à l'étage supérieur. Dans l'animé, le deuxième étage contient également des logements pour certains membres de l'Antique, dont Toka Kirishima et Hinami Fueguchi. Le sous-sol est caché sous le plancher du rez-de-chaussée, et sert à entreposer la chair humaine. Il y a également une entrée vers le 24e arrondissement. En raison de son influence, le 20e arrondissement est considéré comme inoffensif par rapport à d'autres et ainsi négligé par le CCG. Par un accord tacite, les goules s'abstiennent de chasser les clients humains du café. Au cours de l'opération de suppression de la Chouette, le café est détruit et ses restes sont récupérés. Plusieurs anciens employés se retrouvent pour créer un nouveau café dans un autre quartier, connu sous le nom de :Re.
Chèvre Noire (黒山羊, Kuro Yagi) est une organisation constituée de goules, formée par Ken Kaneki. Kaneki se fera appeler le Roi Borgne (隻眼の王, Sekigan no Ō). Son objectif principal est de créer un monde où les humains et les goules peuvent vivre ensemble pacifiquement. Le 1er objectif de l'organisation est de se faire connaître du monde entier, afin d'amener par la force le CCG à une négociation. Cette organisation rassemble les membres survivants de nombreuses autres bandes et organisations disparues, y compris l'Arbre Aogiri, l'Antique et la famille Tsukiyama.
Toka Kirishima (霧嶋 董香, Kirishima Tōka)
Voix japonaise : Sora Amamiya, voix française : Marie Nonnenmacher (saisons 1 et 2) puis Pascale Chemin (:re),
Toka Kirishima est une goule et une ancienne serveuse de l'Antique. Au combat, elle porte un masque ressemblant à une tête de lapin blanc aux cheveux roses, d'où son surnom de Lapin (ラビット, Rabitto). Au début de la série, c'est une élève en 3e année au Lycée Kiyomi. Avec l'aide de Hinami Fueguchi, elle tue l'inspecteur Kureo Mado. Après la bataille du 11e arrondissement et le départ de Ken Kaneki de l'Antique, elle se réfugie dans les études, réalisant progressivement son amour pour le jeune garçon devenu goule borgne.
Dans Tokyo Ghoul:re, quelques années après la bataille pour l'Antique, elle revient en tant que Patronne (店長, Tenchō) du café :Re. Plus tard, elle devient membre de la nouvelle organisation Chèvre Noire. Après la destruction du café :Re, elle réside dans le 24e arrondissement, avec les autres membres de l'organisation. Son kagune est Ukaku, donc de type ailé, pratique pour les combats à distance et la vitesse des attaques. Elle se marie avec Ken Kaneki avec qui elle a un enfant, ce qui explique son changement de nom.
Kuzen Yoshimura (芳村 功善, Yoshimura Kuzen)
Voix japonaise : Takayuki Sugō ; Taiten Kusunoki (Jeune), voix française : Christophe Seugnet ; Jean-Marco Montalto (Jeune),
Kuzen Yoshimura est une goule de rang-SSS, ainsi que le Patron (店長, Tenchō) de l'Antique. Avant, en tant que Chouette Non-Tueuse (不殺の梟, Fusatsu no Fukurō), il tente à plusieurs reprises de couvrir les agissements de la Chouette Borgne (隻眼の梟, Sekigan no Fukurō) qui n'est autre qu'Eto, sa propre fille, une goule borgne naturelle conçue avec Ukina, sa femme humaine. Plus tard, le CCG se rend compte qu’il y a bel et bien deux Chouettes. Kuzen Yoshimura essaie d'aider les goules qui ne peuvent pas chasser ou récupère simplement les humains suicidés en raison de son attachement pour les deux espèces. Il prend Ken Kaneki sous son aile et lui montre comment vivent les goules. À la suite de la bataille pour l'Antique, il est capturé afin que ses cellules RC soient utilisées pour créer toute une série de goules borgnes artificielles à son image, ou à celle de sa fille...
Hinami Fueguchi (笛口 雛実, Fueguchi Hinami)
Voix japonaise : Sumire Morohoshi, voix française : Lucille Boudonnat,
Hinami Fueguchi est une goule dont les parents, Asaki et Ryoko, sont tour à tour tués par des inspecteurs du CCG. Orpheline, elle développe des relations quasi fraternelles et très solides avec Ken Kaneki et Toka Kirishima. Malgré plusieurs tentatives, le CCG détient des informations insuffisantes sur Hinami Fueguchi et échoue donc à l'éliminer : elle est connue comme Suspecte no 745 ou fille Fueguchi dans leurs dossiers. Contrairement aux autres goules, elle hérite du kagune de ses deux parents, ce qui fait d'elle une goule chimère et ce qui permet simultanément les attaques à distance, les attaques rapprochées et une solide défense. Son kagune apparaît pour la première fois dans le tome 3 (épisode 6), lorsqu'elle aide Tōka Kirishima à éliminer l'inspecteur Kureo Mado.
Dans Tokyo Ghoul:re, quelques années plus tard, elle devient membre de l'Arbre Aogiri. Bien que ses fonctions principales concernent la collecte d'informations, elle sert également de stratège et de commandante en cas de besoin. Elle devient connue comme Yotsume (ヨツメ, Yotsume).
Nishiki Nishio (西尾 錦, Nishio Nishiki)
Voix japonaise : Shintarō Asanuma ; Hidetoshi Akutsu (Jeune), voix française : Jean-Marco Montalto ; Pascale Chemin (Jeune),
Nishiki Nishio est une goule dont le terrain de chasse original est pris par Lize Kamishiro. Étudiant en deuxième année au département de pharmacie de l'université Kamii, il est le petit ami d'une humaine, Kimi Nishino. Gravement blessé dans un combat avec Ken Kaneki, il est conduit par ce dernier à l'Antique, où il devient serveur, ainsi qu'un allié de Ken.
Dans Tokyo Ghoul:re, il est surnommé le Serpent (オロチ, Orochi) par le CCG ; il se fait ainsi connaître en tuant d'autres goules, après leur avoir extrait des informations. Il est ciblé par l'escouade Hirako, alors qu'il vise Torso pour des raisons inconnues. En se battant contre Haise Sasaki, il est vaincu avant de dire des mots faisant référence à Ken Kaneki, ce qui va mener le trouble chez Haise. Après le débarquement sur l'île de Rushima, il rejoint l'organisation Chèvre Noire récemment formée de Ken Kaneki et commence à vivre dans le 24e arrondissement.
Renji Yomo (四方 蓮示, Yomo Renji)
Voix japonaise : Yūichi Nakamura, voix française : Alexandre Coadour (saison 1) puis Jochen Haegele (saison 2) puis Alexandre Coadour (:re),
Renji Yomo est le bras droit de Kuzen Yoshimura, ainsi qu'un ami de longue date d'Uta et Itori Hoito. En raison de ses habitudes de balayage et de son masque aviaire, il est surnommé le Corbeau (カラス, Karasu). Après l'Opération de Suppression de la Chouette, il revient en tant que serveur au café :Re aux côtés de sa nièce, Toka Kirishima. À la suite du troisième raid sur la Cochlée, il rejoint l'organisation nouvellement créée Chèvre Noire, se déplaçant ainsi au 24e arrondissement avec ses autres membres. Il sauve notamment Lize Kamishiro du laboratoire du docteur Kano. Son kagune est de type ailé ("ukaku"), comme Tōka et Ayato ; il veut s'en servir pour se venger de Kishō Arima, un inspecteur du CCG ayant éliminé sa sœur. Yomo en a voulu à Arata qui est le mari de sa soeur, d'avoir laissé sa sœur mourir et plus tard d'avoir abandonné ses deux enfants (Ayato et Tōka). Vers la fin de l'animé, Yomo et Uta se battent souvent pour "rigoler".
Lize Kamishiro (神代 利世, Kamishiro Rize)
Voix japonaise : Kana Hanazawa, voix française : Nathalie Bienaimé (saisons 1 et 2) puis Sophie Planet (:re),
Lize Kamishiro est une goule de type écailleuse (rinkaku, 輪郭 ), aussi appelée « La Goinfre » pour son appétit. Elle est originaire du 11e mais se déplace dans le 20e six mois avant sa mort. Au début de la série, elle attaque Ken Kaneki, un étudiant amoureux d'elle qu'elle manipule pour pouvoir le dévorer. Lors de l'attaque, des poutres lui tombent dessus et la tuent. Ses organes sont transplantés sur Ken Kaneki, ce qui le transforme en être mi-homme mi-goule. Lize Kamishiro est une goule puissante, redoutable et particulièrement sadique, qui prend un malin plaisir à user de ses charmes pour piéger ses proies et à prendre ses semblables de haut. Elle a battu et tué facilement les dirigeants du 11e avant de partir vivre dans le 20e. Banjo l'admirait notamment pour son indépendance. Son fantôme apparaît souvent à Ken lorsqu'il a faim ou qu'il se sent faible : il s'agit de son côté goule qu'il ne veut pas accepter durant toute la saison 1. Lors de sa torture, l'esprit de Ken "dévore" le fantôme de Lize, signe qu'il l'accepte en tant que partie de lui.
Dans le manga, il s'avère qu'elle est toujours en vie, capturée par le docteur Kano, qui s'associe avec Aogiri, ce dernier se servant de ses organes pour créer des êtres mi-goule, mi-humain. Elle se fait ensuite sauver par Renji Yomo qui la sort du laboratoire du docteur Kano mais se fait attacher dans une camisole et, affamée, ne reconnaît même plus Ken Kaneki.
Shu Tsukiyama (月山 習, Tsukiyama Shū)
Voix japonaise : Mamoru Miyano, voix française : Martial Le Minoux (saisons 1 et 2) puis Fabrice Lelyon (:re),
Shu Tsukiyama, plus connu sous son pseudonyme du "Gourmet", est une puissante et influente goule. Il est l'un des piliers du très fameux restaurant des goules, où il est connu sous le nom de Mr. MM. Son but premier est de dévorer Kaneki, lui vouant une véritable obsession maladive, Son kagune est de type blindé. Après la bataille d'Aogiri, il rejoint le groupe de Ken et prend Hinami Fueguchi sous son aile.

### Aogiri
Fondé par Eto, voulant créer un monde de paix pour les goules, l'Arbre Aogiri (アオギリの樹, Aogiri no Ki) est une organisation japonaise comptant de nombreuses goules dont certaines de rangs SS et SSS. L'organisation, vieille d'environ quatorze ans, est constituée de très puissantes goules, classées S et SS par le CCG.
Le roi à l'œil écarlate (隻眼の王, Sekigan no Ō)
Puissante goule pratiquant le cannibalisme, il est le fondateur ainsi que le chef de L'Arbre d'Aogiri. Il serait natif du 24e arrondissement et posséderait une puissance colossale. L'existence de cette goule tiendrait plus de la légende urbaine d'après Itori. Il s'avère qu'il s'agit d'Arima Kisho, ensuite détrôné par Ken Kaneki.
Eto (エト, Eto) / Sen Takatsuki (高槻泉, Takatsuki Sen)
Voix japonaise : Maaya Sakamoto, voix française : Nayéli Forest,
Goule borgne naturelle, Eto est née de l'union entre la goule Kuzen Yoshimura et l'humaine Ukina, une journaliste enquêtant sur l'organisation "V". Élevée par Noro dans le 24e arrondissement afin de vivre cachée de V, Eto est la fondatrice de l'Arbre d'Aogiri qu'elle régit dans l'ombre, laissant à Tatara le rôle de donneur d'ordres. Son corps est entièrement recouvert de bandages ; elle porte une tunique aubergine sans manche, avec des oreilles tombantes rattachées à la capuche. En parallèle, elle se cache aux yeux de tous sous l'identité de Sen Takatsuki, un auteur de roman d'horreur à succès dont Ken Kaneki, Hinami Fueguchi mais également Tsukiyama sont particulièrement fans. En tant que Sen Takatsuki elle passe pour une jeune femme tout à fait normale, reconnaissable par ses cheveux teints en vert. Eto est une goule particulièrement sadique qui prend du plaisir à torturer ses ennemis ou d'autres goules dont elle se sert juste pour semer le chaos.
Tatara (タタラ, Tatara)
Voix japonaise : Koji Yusa, voix française : Jochen Haegele (saisons 1 et 2) puis Vincent de Boüard (:re),
Tatara est le subordonné direct du légendaire Roi à l’œil écarlate et le maître des cadres de l'Arbre Aogiri, il est reconnaissable par son manteau, ses cheveux blancs et son masque rouge cachant sa bouche. Appartenant autrefois à une organisation de goules chinoises nommée Chi She Lian, il est probablement l'une des goules les plus puissantes, influentes et dangereuses de la série. Il voue une haine féroce envers l'inspecteur Kosuke Hoji qui a dirigé l'opération d'extermination du Chi She Lian et qui a éliminé son grand frère. Depuis, il rêve de prendre sa revanche. Restant très souvent dans l'ombre aux côtés de Kano, il assiste parfois aux expériences du savant.
Kazuichi Banjo (万丈 数壱, Banjō Kazuichi)
Voix japonaise : Kentarou Itou, voix française : Yann Pichon
Banjo est une goule qui est à la tête du 11e arrondissement de la capitale. Il est toujours accompagné de ses trois serviteurs. Il cherche désespérément Lize car il est un ancien associé de Lize Kamishiro et est tombé en amoureux d’elle. Comme certains de ses compagnons, il avait été enrôlé de force dans Aogiri. Grâce à Kaneki, Banjo et ses acolytes fuient Aogiri et se joignent à Kaneki dans son enquête sur le docteur Kano.
Ayato Kirishima (霧嶋 絢都, Kirishima Ayato)
Voix japonaise : Yūki Kaji, voix française : Christophe Seugnet ; Jessie Lambotte (Jeune) (saisons 1 et 2) puis Lucille Boudonnat (Jeune) (:re),
Ayato est le petit frère de Toka Kirishima et cadre dans Aogiri. Surnommé le "Lapin Noir", il a tendance à être confondu avec sa sœur qui utilise, elle aussi, un masque de lapin. Il a une personnalité totalement opposée à celle de sa sœur, apparaissant comme arrogant, agressif et cynique. Étant persuadé que "la raison du plus fort est toujours la meilleure", il pense que les faibles sont destinés à mourir et n'ont pas leur place sur cette terre. Il voue une haine féroce envers les humains, et en particulier contre le CCG qui a détruit sa famille. Tout comme celui de sa sœur, son kagune est de type ailé.
Dans Tokyo Ghoul:re, Hinami Fueguchi intègre Aogiri et se rapproche rapidement d'Ayato Kirishima ; ce dernier s'adoucit et prend plus de risques pour sauver ses alliés.
Yamori (ヤモリ, Yamori) / Yakumo Oomori (大守 八雲, Ōmori Yakumo)
Voix japonaise : Rintarou Nishi, voix française : Frédéric Souterelle
Yamori est une goule très puissante et sanguinaire au kagune de type écailleux : surnommé le Jason du 13e, il est la plus puissante goule du 13e arrondissement de la capitale. Il est tristement réputé pour commettre des boucheries en massacrant ses adversaires lors de ses affrontements. Son amour pour la torture lui vient de son traumatisme à la prison des goules, où un inspecteur psychopathe l'a torturée pour le plaisir. Après avoir capturé Kaneki, il s'en sert comme jouet de torture et profite de sa capacité de régénération. Il est la cause du changement psychologique de Ken Kaneki. Après avoir été vaincu par Kaneki qui a dévoré son kagune, celui-ci le laisse agoniser et Yamori sera achevé plus tard par Suzuya. Il était également le chef du gang des costumes blancs.
Il est nommé "Jason" en raison de sa cruauté et de son masque de Hockey, référence à Jason Voorhees dans le film Vendredi 13.
Noro (ノロ, Noro)
Voix japonaise : Kenji Hamada, voix française : Alexandre Coadour
De son vrai nom Noroi, c'est une très puissante goule ainsi qu'un subordonné direct du légendaire Roi à l’œil écarlate. Un des cadres les plus influents de tout Aogiri, il est respecté par chaque membre de l'organisation. Il semble servir de "garde du corps" à Tatara. Il est silencieux, voire muet et très intimidant et imprévisible. On n'a jamais vu son visage. Il possède un grand pouvoir de régénération et son kagune est de type à queue, immense et très puissant. Sur ordre de Tatara, il capture Seido Takizawa sous les yeux impuissants de Kôtaro Amon qui, fou de rage, se jette sur Tatara. Noro réapparait dans Tokyo Ghoul:re, lors de l'opération d'extermination de la famille Tsukiyama où il attaque le groupe Quincke et le groupe Kuramoto. Après un très violent combat où il montre son extrême puissance, son kagune prenant des proportions effroyables (formé de mâchoires), il est tué par le sacrifice de Ginshi Shirazu et l'attaque de Kuki Urie. Ses derniers et uniques mots qu'il prononce furent pour Eto.
Naki (ナキ)
Voix japonaise : Hiro Shimono, voix française : Jean-Pierre Leblan,
Membre d'Aogiri, il est le bras droit de Yamori. Il est mentalement instable et parfois très enfantin. N'ayant reçu aucune éducation, il ne comprend pas certaines phrases, obligeant son interlocuteur à reformuler ses paroles. Auparavant membre des Costumes Blancs dont Yamori était le chef, il est emprisonné à la Cochlée au début de l'histoire, avant d'être libéré par Aogiri lors du raid du CCG dans le 11e arrondissement. À la suite de la mort de Yamori, Naki lui succède en tant que cadre ; les Costumes Blancs deviennent une escouade de l'organisation. Malgré sa débilité, Naki est un combattant féroce et dangereux ; comme son ancien chef, il a la fâcheuse habitude de faire craquer ses doigts. Son kagune est de type blindé.
Les frères Bin
Voix japonaise : Yuki Fujiwara et Sōta Arai, voix française : Philippe Roullier (saison 2) et Alexandre Coadour
Duo de goules assez puissantes aussi nommés "Les frères à queue", cadres d'Aogiri, ils sont tous les deux tués au combat par Kôtaro Amon, lors de l'assaut sur l'Aogiri dans le 11e arrondissement. Leurs kagunes étaient de type à queue.

### Les Pierrots
Les Pierrots (ピエロ, piero) (également appelé les Clowns) est un petit groupe de goules ayant un but imprécis dont les membres portent un masque de clown. L'organisation, bien qu'influente mais discrète, est à l'origine de nombreux incidents dans la série. Ils ont pour habitude de dire : "Celui qui rit, au final... c'est le Pierrot !". Les Pierrot sont des électrons libres, ils s'infiltrent dans différents groupes afin d'obtenir des informations. Ils trompent toutes les goules et leur font penser qu'ils sont de leur côté mais ils ne servent que leurs propres intérêts. Ils se réunissent souvent au bar d'Itori. Agissant dans l'ombre, ses membres se dévoilent au fur et à mesure que l'histoire avance comme Uta ou Nico qui avaient chacun infiltré un organisme différent pour espionner et obtenir des informations pour leur propre compte. La majorité des membres partage de nombreux points communs comme la manipulation, la ruse et la cruauté.
Donato Porpora (ド ナ ー ト · ポ ル ポ ラ, Donāto Porpora)
Voix japonaise : Kazuhiko Inoue, voix française : Yann Pichon,
Surnommé Le Père ou le Prêtre (神父, Shinpu), Porpora est une goule russe et un prisonnier spécialement détenu à la Cochlée, située dans le 23e arrondissement. Dans le passé, il a dirigé un orphelinat catholique où il dévorait les enfants sous sa garde, d'où son surnom. C'est dans ce même orphelinat qu'il éleva Kotaro Amon comme son propre fils adoptif. Il est considéré comme très dangereux, classé niveau SS par le CCG, il est enfermé depuis des années mais il est toujours maintenu en vie car il est un indic très précieux pour le CCG. Amon lui rend visite une première fois pour avoir des informations sur l'attaque de la prison pendant le raid dans le 11e arrondissement. Son rôle est plus marquant dans Tokyo Ghoul:re où il finit par s'évader de son cachot avec l'aide d'Uta, montrant ainsi son lien avec les Pierrots. Il sera finalement tué par Amon dans Tokyo Ghoul:re.
Uta (ウタ, Uta)
Voix japonaise : Takahiro Sakurai, voix française : Vincent de Boüard,
Une goule très puissante et un vieil ami de Renji, il est le créateur d'une boutique de masques, le Studio HySy ArtMask, pour les goules et fabrique lui-même les masques. Il a fabriqué le célèbre masque de Kaneki au second tome. Il est connu comme le Sans-Visage (ノ ー フ ェ イ ス, Nø Feisu) par le CCG. Connu pour avoir été une goule sadique et cruel dirigeant d'une main de fer le 4e arrondissement dans sa jeunesse, il semait le chaos autour de lui jusqu'à sa rencontre avec Renji Yomo, il s'est également confronté à l'inspecteur Take Hirako. Par la suite il est devenu membre des Pierrots et, à l'instar de ses camarades, agit dans l'ombre. Il parait assez calme et fait souvent preuve d'une certaine excentricité de par son look et son caractère étrange. Son apparence rappelle celle d'un gothique, recouvert de piercings et de tatouages et portant des vêtements noirs. Malgré ses liens avec l'Antique, Uta s'avère être un excellent menteur, une personne perverse et vicieuse, qui se joue de tout le monde. Il a la particularité d'avoir en permanence son kakugan actif (sclères noires et iris rouges). Aux enchères, dans Tokyo Ghoul:re, il refait face à Hirako qui l'attaque mais Uta se contente juste d'esquiver les assauts de l'inspecteur tout en le provoquant avant de prendre la fuite avec Roma. Il rencontrera plus tard Ken Kaneki, devenu entre-temps Haise Sasaki, et accepte de confectionner des masques pour les Quinckes. Kuki Urie devine alors immédiatement sa vraie nature. Enfin plus tard, il parvient à s'infiltrer dans la Cochlée où il libère le père Porpora.
Itori (イ ト リ, Itori)
Voix japonaise : Ayahi Takagaki, voix française : Jessie Lambotte (saisons 1 et 2) puis Frédérique Marlot (:re)
Vieille amie de Yomo et d'Uta et, comme ce dernier, est membre des Pierrots. C'est une femme au physique avantageux et aux longs cheveux rouges qui tient un bar, le Helter Skelter, dans le 14e arrondissement où elle et ses complices se réunissent souvent. Elle parait au début très amicale et bavarde aimant s'amuser et faire des blagues mais cela reste une façade derrière un côté cruel et manipulateur. Comme ses camarades, Itori aime semer le chaos et la destruction. C'est une femme qui n'hésite pas à tromper les autres et se servir d'eux sans avoir aucun état d'âme, de ce fait elle encourage Kaneki à enquêter sur le Restaurant des Goules en échange d'information sur Lize, tout en sachant qu'il manquerait de se faire tuer. Plus tard c'est elle et Nico qui renseignent Kaneki sur le laboratoire secret du Dr Kano. Fait notable, elle apprécie énormément le goût du sang. Elle reste très souvent discrète au cours de la série mais on peut voir sa vraie nature quand elle est avec les Pierrots. Elle semble avoir des sentiments pour Uta.
Niko (ニコ, Niko)
Voix japonaise : Kenjiro Tsuda, voix française : Jean-Pierre Leblan
Une goule assez mystérieuse semblant être assez influente dans le monde des goules apparaissant d'abord comme membre d'Aogiri. Il entretient une liaison assez étrange avec Yamori, au point que l'on peut supposer que Niko a un penchant pour le masochisme. Ses airs efféminés se cachent derrière un masque de clown. Il quitta l'organisation peu après la mort de Yamori où il dévoilera qu'il est membre des Pierrots et un vieil ami d'Itori. Niko est un homme très intelligent, rusé et vicieux qui peut tromper de nombreuses personnes et même les membres de l'Aogiri. Ainsi il est parvenu à rentrer au sein de l'Aogiri et gagner leur confiance avant de regagner son groupe d'origine.
Roma Hoito (帆糸 ロマ, Hoito Roma)
Voix japonaise : Suzuko Mimori, voix française : Lucile Boudonnat,
Jeune goule travaillant un temps à L'Antique, se faisant passer pour une serveuse très maladroite et enjouée se faisant sermonner régulièrement par Nishiki, elle s'avère être une espionne pour le compte des Pierrots. La jeune fille, bien que portant un air potiche est parvenu à récupérer des informations sur l'Antique, se fondre dans leur groupe pour finalement les trahir et rejoindre son groupe originel. Roma est une personne qui reste très enjouée mais est en réalité trompeuse et machiavélique. C'est également une goule très puissante et sadique. Lors des enchères dans Tokyo Ghoul:re où elle est aux côtés d'Uta et Gambo face aux groupes d'inspecteurs de Take Hirako et de Nobu Shimoguchi. Elle tue facilement quelques inspecteurs avant d'affronter Kuramoto Ito brièvement pour finalement prendre la fuite. Il s'avère que Roma est bien plus âgée que ne laisse supposer son apparence. En effet, elle est âgée d'une cinquantaine d'années (51 ans au début de l'histoire) et s'avère être la Drôle de Mère (ダッジマザー, Dajjimazā), goule de feu extrêmement puissante qui a autrefois affronté Tsuneyoshi Washu dans ses jeunes années. C'est elle qui a fondé les Clowns. Travaillant pour Furuta, elle participe activement à plusieurs affrontements. Elle affronte Nishiki aux côtés de Shikorae dans le laboratoire de Kano sur l'île de Rushima avant de prendre la fuite avec le médecin. Son affrontement final sera dans le bureau de Furuta au QG du CCG où elle fait face avec Shikorae à Kuki Urie et au vétéran Iwao Kuroiwa. Au cours d'un combat d'une intense violence, Roma dévoile son kagune de feu massif ayant la forme d'un monstre à plusieurs membres avec une bouche béante semblable à une lamproie. Malgré sa puissance, elle sera tuée définitivement par Urie tandis que Shikorae est éjecté du bâtiment.
Shikorae (死堪, Shikorae)
Goule sanguinaire à l'apparence assez effrayante ayant perdu la raison. Il a les cheveux longs et sombres, son visage est déformé, ses yeux sont vairons et son masque ressemble à une muselière. Brisé psychologiquement après avoir vraisemblablement subi plusieurs séances de torture lors de son emprisonnement à la Cochlée, il est devenu vif et insensible à la douleur. Dans un premier temps disciple d'Aogiri, qui l'a libéré, il a fait partie d'un groupe engagé par Kanae von Rosewald pour assassiner les Quinckes. Il manque notamment de tuer Saiko avant qu'elle ne soit sauvée par un homme encapuchonné (qui s'avère être Kotaro Amon). Par la suite il réapparaît sur l'île de Rushima où, avec Seido Takizawa (devenu une goule borgne), ils attaquent l'escouade de l'inspecteur Hachikawa qui se sacrifie pour permettre à sa subordonée Ayumu et Mutsuki de fuir. Après la bataille de Rushima, Shikorae rejoint les Pierrots où il coopère avec Roma Haito. Ensemble, ils affrontent Nishiki et Kuro avant de s'enfuir avec le Docteur Kano. Plus tard, sous les ordres directs de Furuta, Roma et Shikorae affrontent dans le bureau du directeur dans le bâtiment du CCG plusieurs inspecteurs avant d'être face à Kuki Urie et Iwao Kuroiwa. Au cours d'un violent combat, Shikorae est éjecté du bâtiment mais survivra tandis que Roma se fait tuer. À la fin du manga, refusant l'alliance entre les goules et les humains, Shikorae développe alors un kagune de feu et devient l'une des plus grandes menaces de la nouvelle organisation CST.
Sota (宗 太, Sota)
Voix japonaise : Oki Sugiyama, voix française : Martial Le Minoux (saisons 1 et 2) puis Jean-Marco Montalto (:re),
Dans Tokyo Ghoul, il est sans doute le membre le plus mystérieux du groupe des Pierrots. Reconnaissable à ses cheveux ébouriffés, son costume et son masque de clown qu'il n'a jamais enlevé dans la première partie du manga, il a entre autres collaboré avec le Restaurant des Goules, Aogiri ainsi qu'avec le docteur Kano dans la capture de Lize Kamishiro pour ses expériences de création de Goules Borgnes Artificielles. On découvrira dans Tokyo Ghoul:re que lui et l'inspecteur de 1re classe Nimura Furuta ne sont qu'une seule et même personne et qu'en plus il s'avère être lui-même une goule borgne artificielle.
Ganbo (ガンボ, Ganbo)
Membre des Pierrots, c'est un colosse simple d'esprit qui apparaît lors des enchères dans Tokyo Ghoul:re, où il est chargé du divertissement. Il combat aux côtés de ses camarades, Uta et Roma, avant de se faire tuer à main nue par le jeune inspecteur Takeomi Kuroiwa.

## Humains
Hideyoshi Nagachika (永近 英良, Nagachika Hideyoshi)
Voix japonaise : Toshiyuki Toyonaga, voix française : Arnaud Laurent puis Charles Mandiant (:re)
Aussi surnommé Hide (ヒデ), Hideyoshi est le meilleur ami de Ken. Après la disparition de Ken, il est engagé au CCG en tant qu'assistant grâce à ses grandes connaissances sur les goules qui le passionnent. Il meurt à la fin de la saison 2, tué par Noro dans l'animé. Dans le manga, Kaneki étant affamé et affaibli après son dur combat contre Amon, il croise Hideyoshi dans les égouts. Hide disparait, laissant seul Ken guérir de sa blessure contre Amon. Il se retrouve à avoir le goût du sang dans sa bouche et se demande ce qu'il s'est passé. Hide était présumé mort. Dans le tome 15 de Tokyo Ghoul:re on retrouve Hide vivant mais avec le bas du visage défiguré.
Yoriko Kosaka (小坂 依子, Kosaka Yoriko)
Voix japonaise : Chinatsu Akasaki, voix française : Nayeli Forest puis Lucile Boudonnat (:re)
Yoriko est la meilleure amie de Toka Kirishima. Elle devient boulangère et se marie à Takeomi Kuroiwa dans Tokyo Ghoul:re.
Kimi Nishino (西野 貴未, Nishino Kimi)
Voix japonaise : Yurie Kobori, voix française : Pascale Chemin
Kimi est la petite amie de Nishiki Nishio, c'est une humaine qui connait le secret de Nishiki. Ils semblent s'aimer malgré leurs différences, ce qui amène Ken à penser qu'une existence sereine entre goules et humains serait possible. On découvre qu'elle est devenue l'apprentie du Docteur Kano dans Tokyo Ghoul:re, ce qui fait d'elle une spécialiste des goules.
Akihiro Kano (嘉納 明博, Kanō Akihiro)
Voix japonaise : Kenji Nomura, voix française : Philippe Roullier (saison 1) puis Jean-Christophe Lecomte (:re)
Le docteur Kano est le médecin qui a transplanté les organes de Lize dans Ken. Dans le manga, il s'avère qu'il travaillait en fait pour Yamori qui lui a demandé de greffer les organes de Lize dans Kaneki. Ken Kaneki se lance à sa recherche et tente de le capturer, en vain. Kano finit par s'associer avec Aogiri au sein duquel il sera chargé de créer des êtres hybrides mi-goule, mi-humain à partir des organes de Lize afin de renforcer l'organisation. Il finit par se suicider.

## Centre de Contrôle des Goules (CCG)
Le Centre de Contrôle des Goules ou CCG (喰種対策局) est une organisation dont la création, par le clan Washu, remonte à plus d'une centaine d'années. Tout comme ses homologues étrangers, son but est d'enquêter et d'intervenir sur des situations impliquant des goules afin de les appréhender, voir de les éliminer lorsque ceci est nécessaire. Pour ce faire, le CCG dispose d'une unité armée, les inspecteurs (ou Colombes, ce surnom leur fut donné par les Goules en raison du symbole du CCG). Entraînés aux combats et au maniement des quinques, ces derniers peuvent ainsi combattre les Goules criminelles. Mais la direction du CCG (Les Washu) cache un lourd secret qui va en surprendre plus d'un !

### Direction
Tsuneyoshi Washū (和修 吉時, Washū Yoshitoki)
Voix japonaise : Katsunosuke Hori, voix française : Jean-Christophe Lecomte,
Président actuel de la CCG, il est le père de Yoshitoki Washu et le grand-père de Matsuri Washu. Comme tous les membres du clan Washu, il est révélé plus tard être une goule déguisé en humain.
Yoshitoki Washū (和修 吉時, Washū Yoshitoki)
Voix japonaise : Shunsuke Sakuya, voix française : Yann Pichon,
Le directeur général du CCG, et fils du président Tsuneyoshi Washu et un vieil ami de l'inspecteur Itsuki Marude. Il est le père de Matsuri Washu, et le cerveau derrière le projet Quinques. Contrairement à son père, il possède une personnalité aimable et est souvent en contradiction avec son fils aîné Matsuri. Comme tous les membres du clan Washu, il est révélé plus tard être une goule se faisant passer pour un être humain. À la suite de la révélation par Itsuki Marude alors que le CCG est en plein raid sur l'île de Rue, Yoshitoki est tué dans la bagarre.

### Inspecteur de classe spéciale
Kishô Arima (有馬 貴将, Arima Kishō)
Voix japonaise : Daisuke Namikawa, voix française : Yann Pichon,
Protagoniste de Tokyo Ghoul:JACK, Arima est l'investigateur ultime du CCG, la légende vivante, il est le plus puissant de tous les inspecteurs du CCG. Il est reconnaissable à ses lunettes, ses cheveux blancs (bleus quand il était adolescent) et son tempérament peu expressif. Montrant rarement ses émotions, il reste poli et assez souriant avec ses collègues. Face aux goules, Arima n'a aucune compassion et les élimine sans autre forme de procès. Il a marqué l'histoire entière du CCG avec sa puissance inégalable. Surnommé l'Ange de la mort (CCGの死神, Shīshījī no Shinigami), ses compétences au combat et durant les enquêtes ont conduit de nombreux inspecteurs, comme Kôtaro Amon, à l'admirer. Cependant, il y a beaucoup de gens qui sont jaloux de la puissance de Kishô au combat ; les inspecteurs plus âgés ont réalisé leur propre infériorité par rapport à Kishô. Lors de la bataille de L'Antique, après avoir éliminé de nombreuses goules dans les égouts , il affronte Ken Kaneki qui cherche désespérément à atteindre le café et qui est déjà affaibli par son combat contre Kôtaro Amon. Arima terrasse le jeune homme sans difficultés en lui crevant les yeux. Si Ken apparaît comme mort pour tous, il a en réalité survécu. Enfermé quelque temps à la Cochlée et amnésique en raison des coups d'Arima qui ont également touché son cerveau, Ken Kaneki est pris en charge par Arima qui lui offre lui-même son nouveau nom, Haise Sasaki, avant de devenir son mentor pour lui offrir une nouvelle vie au sein du CCG, ayant toutefois l'ordre de le tuer si jamais le jeune homme perdait le contrôle.
Chargés de protéger la Cochlée lors de l'opération du CCG sur l'île de Rue, Kishô Arima et Ken Kaneki (qui a retrouvé la mémoire) s'affrontent alors dans un ultime face-à-face à l'issue duquel Arima utilise son plus puissant quinque créé à partir du kagune de la Chouette. L'inspecteur prend rapidement le dessus et démembre la goule borgne avant que celle-ci ne se relève, les cheveux à nouveau blancs, avec son kagune de plus en plus évolué. Une fois Ken Kaneki régénéré, le combat reprend. Au terme de ce long et violent combat, Kishô Arima perd son dernier quinque à la suite d'une feinte de Ken Kaneki. N'ayant plus rien pour se défendre, Ken supplie Arima de renoncer à se battre. L'Ange de la mort, réputé pour être invaincu en dix-huit ans de carrière, connaît alors sa toute première défaite. Voyant que Ken n'a aucune intention de le tuer, Arima décide de mettre fin à ses jours en se tranchant la gorge avec son quinque brisé, le visage impassible. Avant de mourir, il révèle à Ken Kaneki la vraie nature de Nimura Furuta, ainsi que la sienne : il s'avère être un demi-humain, une variation possible du métissage entre un humain et une goule. Il révèle aussi les secrets du Jardin ensoleillé où il fut formé et déclare enfin qu'il avait une espérance de vie plus courte, qu'il n'en avait plus pour longtemps à vivre. À la suite de ces révélations, Kishô Arima s'éteint dans les bras de Ken Kaneki. Selon l'inspecteur Take Hirako, Ken Kaneki serait une des seules personnes capable de faire sourire Arima ; en retour, Kaneki a considéré ce dernier comme son père. Il serait en fait le roi à l'oeil écarlate, titre qu'il transmet à Ken Kaneki.
Kotaro Amon (亜門 鋼太朗, Amon Kōtarō)
Voix japonaise : Katsuyuki Konishi, voix française : Bruno Méyère (saisons 1 et 2) puis Fabrice Lelyon (:re)
Inspecteur de 1re classe, Kôtaro Amon commence par faire équipe avec Kureo Mado, puis gravit les échelons du CCG pour devenir un inspecteur haut gradé protégeant les civils de Tokyo des goules. Il passe sa vie à défendre les autres et s’entraîne pour devenir plus fort. Très souvent remarqué par sa grande taille (1,90 m), il est habitué aux quinques de type blindé. Tout le long de la première série Tokyo Ghoul, il est amené à se battre à plusieurs reprises contre Kaneki. Les deux s'affrontent une première fois lorsque Kaneki tente de l'empêcher de rejoindre Kureo Mado en plein combat contre Toka Kirishima et Hinami Fueguchi. Kôtaro Amon perd face à Kaneki, qui détruit sa quinque, et ne parvient pas à sauver son supérieur. Devenu inspecteur en chef, il rencontre sa future partenaire Akira Mado, la fille de Kureo, avec qui il entretient des rapports assez compliqués au début, avant de se rapprocher de plus en plus. Si Akira a des sentiments pour lui, Amon ne parvient cependant pas à tourner la page en raison de la perte - il y a longtemps - d'une collègue pour qui il avait lui-même des sentiments. Il affronte à nouveau Ken Kaneki dans le laboratoire du docteur Kano, après que le jeune homme perd le contrôle de son kagune, bat l'inspecteur Yukinori Shinohara et dévore sa quinque en forme d'armure. Kôtaro Amon, rapidement dépassé, est sauvé de justesse par l'intervention de Juzo Suzuya qui fait fuir Kaneki. Il participe à la bataille de l'Antique au cours de laquelle il affronte Ken Kaneki dans un combat final. Malgré tous ses efforts et l'utilisation de sa nouvelle quinque, ainsi que de sa nouvelle armure, Amon est terrassé par Kaneki et perd son bras droit. Il est néanmoins parvenu à blesser grièvement la jeune goule borgne. Plus tard, Seido Takizawa vient le retrouver, mais les deux inspecteurs sont attaqués par Tatara et Noro d'Aogiri. Seido Takizawa est gobé par Noro tandis que Kôtaro Amon, fou de rage, se jette sur Tatara. Déclaré mort, il s'avère qu'il est toujours en vie dans Tokyo Ghoul:re et qu'à l'instar de Takizawa, il soit lui aussi devenu une goule borgne artificielle ; l'opération sur Kôtaro Amon semble toutefois n'avoir pas marché comme prévu, ce qui fait que le docteur Kano le considère comme "raté".
Juzo Suzuya (鈴屋 什造, Suzuya Jūzō)
Voix japonaise : Rie Kugimiya, voix française : Pascale Chemin,
Inspecteur de 3e classe au début de la série, Juzo Suzuya (Rei Suzuya de son vrai nom) est un homme à l'apparence androgyne. Il est reconnaissable à ses points de suture, présents dans un but purement esthétique. Il aime frénétiquement se battre. Jeune, il fut élevé par une goule, Big Madam, qui lui infligeait toutes sortes de tortures et l'encourageait au combat, ce qui lui permet d'avoir une agilité hors du commun et d'être insensible à la douleur (à la fin du manga, il se fait arracher la jambe mais ne semble pas s'en rendre compte). Big Madam le fait combatte d'autres humains au sein d'une arène, pour le plaisir visuel des goules. Il est sorti de cette arène par Yukinori Shinohara lors d'une intervention du CCG pour tuer Big Madam. Le CCG jugeant ses aptitudes hors-normes, il est promu au statut d'inspecteur sans passer par l'académie, malgré ses tendances violentes. Il est le partenaire de Yukinori Shinohara. Il devint inspecteur de 2e classe après le raid dans le 11e, puis inspecteur en chef dans Tokyo Ghoul:re. Il vainc, avec son équipe, Big Madam qui manque de dévorer Kuki Urie. Il devient par la suite inspecteur spécial.
Yukinori Shinohara (篠原 幸紀, Shinohara Yukinori)
Voix japonaise : Yutaka Nakano, voix française : Jochen Haegele (saisons 1 et 2) puis Jean-Christophe Lecomte (:re),
Inspecteur de brigade spéciale très haut gradé, Yukinori Shinohara est assigné dans le 20e arrondissement afin d'enquêter sur la "Goinfre", qui n'est autre que Lize Kamishiro. Il est le partenaire de Juzo Suzuya dont il est un véritable père spirituel. Lors du raid dans le laboratoire du docteur Kano, Yukinori Shinohara est blessé par Ken Kaneki qui a alors perdu l'esprit et qui devient ce que les inspecteurs appellent "le Scolopendre". Yukinori Shinohara participe plus tard à l'assaut de l'Antique. Avec quelques inspecteurs spéciaux, dont Iwao Kuroiwa, il affronte la Chouette, Kuzen Yoshimura ; dans l'affrontement, Juzo Suzuya perd sa jambe mais Shinohara parvient à l'évacuer. Yoshimura ayant beaucoup trop encaissé de coups, il est finalement vaincu. Cependant le groupe est attaqué par surprise par une seconde Chouette, qui s'avère être Eto. À terre, Yukinori Shinoraha se fait torturer par Eto sous les yeux impuissants de Suzuya qui, de rage, tente désespérément d'arrêter la Chouette malgré son amputation. Eto finit par fuir à la suite de l'apparition de Kisho Arima. Touché à la moelle épinière, Yukinori Shinohara finit dans un état végétatif. Il restera dans cette état jusqu'à la fin de :re.
Iwao Kuroiwa (黒磐 巌, Kuroiwa Iwao)
Voix japonaise : Ryūzaburō Ōtomo, voix française : Frédéric Souterelle,
Inspecteur spécial, il est un des hauts gradés présents lors de l'assaut contre l'Arbre Aogiri dans le 11e arrondissement. Du fait de son grade élevé, il peut tester le prototype d'Arata, la première Quinquet-Armure. Il est alors révélé que les quinque Arata viennent du kakuja d'Arata Kirishima, le père de Toka et Ayato qui était une goule de feu. Il participe à l'opération contre L'Antique au cours de laquelle il affronte, avec Yukinori Shinohara et d'autres inspecteurs spéciaux, la Chouette Yoshimura. Il perd son bras gauche dans la bataille. Malgré la perte de son bras, il travaille toujours au CCG.
Itsuki Marude (丸出 斎, Marude Itsuki)
Voix japonaise : Yūji Ueda, voix française : Philippe Roullier (saisons 1 et 2) puis Yann Pichon (:Re),
Inspecteur de classe spéciale, il est aux commandes de l'assaut contre l'Arbre Aogiri dans le 11e arrondissement. Il n'apprécie pas Kôtaro Amon et montre un profond dégoût pour les quinques. Arrogant et peu respectueux de prime abord, il se révèle néanmoins très sérieux, professionnel et perfectionniste. Itsuki Marude s'oppose à la corruption et au complot ; homme de principes, il veut que la vérité et l'honnêteté priment sur le monde. Il devient chef remplaçant du CCG à la suite de la mort de son père mais son autorité est contestée par une grande partie des inspecteurs spéciaux qui apprécie Furuta pour ses capacités d'analyses.
Kōsuke Hōji (法寺 項介, Hōji Kōsuke)
Voix japonaise : Shō Hayami, voix française : Jean-Christophe Lecomte,
Inspecteur de classe spéciale (spécial-adjoint lors de son apparition) et partenaire de Seido Takizawa, Kōsuke Hōji fut aussi le partenaire de Kureo Mado par le passé. Il dirige la branche du CCG du 5e arrondissement. Il acquiert une renommée considérable pour ses exploits contre le gang des Pierrots et est recruté pour travailler en Chine pendant un certain temps. Là-bas, il élimine un gang de goules chinoises majeur et devient l'ennemi juré de Tatara. Il affronte la Chouette, alias Yoshimura, aux côtés de plusieurs inspecteurs spéciaux lors de la bataille de l'Antique ; ils le battent avant d'être attaqués par surprise par Eto : Kōsuke Hōji est rapidement vaincu. Il est profondément marqué par la disparition de son partenaire. Des années plus tard, il réapparaît lorsque les dirigeants du CCG veulent en finir avec Aogiri. Kōsuke Hōji participe donc au raid sur l'île Rue, quartier général d'Aogiri, aux côtés d'Akira Mado et fait de nouveau face à son ennemi juré Tatara. Les deux s'affrontent après que Tatara a brûlé vif plusieurs soldats, mais leur combat est interrompu par Seido Takizawa qui élimine la goule. Kōsuke Hōji ordonne alors l'exécution de Takizawa, ce qui rend celui-ci fou de rage. Kōsuke Hōji et son escouade sont tous massacrés ; seule Akira s'en sort vivante.

### Inspecteur de classe spécial-adjoint
Akira Mado (真戸 暁, Mado Akira)
Voix japonaise : Seto Asami, voix française : Nathalie Bienaimé (saison 2) puis Catherine Collomb (:re),
Inspectrice de 2e classe, âgée de 21 ans au début de la série, Akira Mado est la fille de Kureo Mado. Assignée au 20e arrondissement de Tokyo lors de son apparition, elle succède à son père en tant que partenaire de Kôtaro Amon. Akira Mado est une jeune femme très intelligente, travailleuse acharnée, qui n'a pas toujours sa langue dans sa poche. Elle se montre toujours sérieuse, que ce soit au travail ou dans son quotidien. Distante, semblant en vouloir à Kôtaro Amon pour la mort de son père, elle développe peu à peu une attirance pour son partenaire qui préfère maintenir une distance, en raison d'un traumatisme du passé. Elle passe 1re classe après la mort de la Chouette et est chargée de l'unité des quinques. Elle fut blesser par Muutsiki pour avoir essayé de protéger Takizawa lors de l'extermination d'Aogiri.
Chū Hachikawa (鉢川 忠, Hachikawa Chū)
Voix japonaise : Kenta Miyake, voix française : Christophe Seugnet (saison 2) puis Frédéric Souterelle (:re)
Inspecteur spécial-adjoint, Chū Hachikawa apparaît pour la première fois lors de la bataille de l'Antique. C'est un homme déséquilibré, qui a peu de considération pour la vie, que ce soit celle des humains ou des goules : il tente ainsi d'abattre Irimi alors qu'il y a une civile non évacuée juste derrière la goule. Il éprouve une haine meurtrière pour les goules depuis qu'il fut défiguré par Irimi par le passé et que celle-ci a tué un bon nombre de ses camarades. Il cache constamment sa mâchoire déformée sous le col de son manteau. Il réapparait sur l'île de Rue dans Tokyo Ghoul:re aux côtés de Mutsuki, qui est assigné à son équipe, mais ils sont attaqués par les goules Shikurae et Takizawa. N'étant pas de taille et grièvement blessé, Chū Hachikawa se sacrifie pour permettre à sa partenaire Ayume et à Mutsuki de fuir.
Shiki Kijima (キジマ 式, Kijima Shiki)
Voix japonaise : Nobuo Tobita, voix française : Jean-Christophe Lecomte
Inspecteur spécial-adjoint, Shiki Kijima apparaît dans Tokyo Ghoul:re à l'occasion de l'enquête sur "les Roses". Homme effrayant, unijambiste, au visage rond, couvert de cicatrices, n'ayant ni oreilles ni nez, il est un ancien interrogateur de la Cochlée sadique : il n'a aucune limite pour traquer sa proie. C'est un des personnages les plus sadiques de la série et n'a que peu d'intérêt pour sa propre vie à cause de sa laideur. Après avoir capturé un des domestiques de la famille Tsukiyama, il n'hésite pas à tourner une vidéo où il torture la goule pour faire réagir les Tsukiyama, se faisant ainsi passer pour un appât. Il utilise comme arme un quinque en forme de tronçonneuse. Au cours de l'extermination des Tsukiyama, il provoque Matsumae, en lui racontant les meurtres de ses associés, Yuuma et Aliza, qui lui coupe alors le bras, celui-là même qui tient le quinque-tronçonneuse. Après avoir glissé sur du sang, Shiki Kijima est tué en se prenant son propre quinque en pleine tête avant que Matsumae transperce l'inspecteur au ventre avec son kagune.

### Inspecteur en chef
Kureo Mado (真戸 呉緒, Mado Kureo)
Voix japonaise : Toru Okawa, voix française : Jean-Pierre Leblan
Inspecteur en chef du CCG, Kureo Mado est le premier partenaire de Kôtaro Amon, ainsi que son formateur. Grand collectionneur de quinques, armes fabriquées à partir des kagunes des goules, Kureo Mado en a récupéré une impressionnante panoplie, par pur fanatisme. Il est incroyablement sadique et cruel envers les goules, même les enfants comme Hinami Fueguchi, qu'il considère comme des déchets qu'il faut exterminer. En effet, sa femme fut tuée par "La Chouette" ; Kureo Mado jura de la venger en exterminant et en faisant souffrir les goules. Il est néanmoins aussi un père aimant et aimé, qui ferait tout pour sa fille, Akira Mado. Dans sa traque de Hinami Fueguchi, il affronte et bat Toka Kirishima avec ses quinques fabriqués à partir du kagune des parents de l'enfant. Celle-ci déploie par surprise son propre kagune et blesse grièvement Kureo Mado qui perd un bras et une jambe. L'inspecteur tente d'attaquer une dernière fois mais est achevé par Toka Kirishima qui lui tranche la gorge, avant de lui retirer son gant, découvrant l'alliance portée par l'inspecteur et réalisant par conséquent avec tristesse que ce dernier a aussi une famille.
Taishi Fura (富良 太志, Fura Taishi)
Voix japonaise : Ryohei Kimura, voix française : Charles Mendiant
Inspecteur vétéran du CCG, Taishi Fura est le second protagoniste deTokyo Ghoul Jack et le premier partenaire de Kishô Arima. Il a aidé Arima durant ses débuts au CCG surtout pour tuer la goule "Jack".
Take Hirako (平子 丈, Hirako Take)
Voix japonaise : Takayuki Kondō, voix française : Adrien Solis (saisons 1 et 2) puis Fabrice Lelyon (:re) puis Christophe Seugnet (2ème voix) (:re),
Inspecteur de première classe et ancien partenaire de Kishô Arima, Take Hirako commande la branche du 21e arrondissement ; il est un combattant exceptionnellement doué. Taciturne, il ne montre jamais ses émotions et reste très calme dans ses combats. Dans Tokyo Ghoul:re, il est chargé avec son équipe de traquer la goule Orochi ("Serpent") qui s'avère être Nishiki Nishio, puis participe à l'opération des Enchères au cours de laquelle il affronte brièvement Uta. Il est transféré à l'escouade S3 après la vente aux enchères, laissant son équipe sous la direction de Kuramoto Ito. Après la mort de Kishô Arima, il décide de suivre la dernière volonté de son ancien mentor en brisant tous les liens avec le CCG, afin d'aider Ken Kaneki.
Kuramoto Itō (伊東 倉元, Itō Kuramoto)
Voix japonaise : Shinya Takahashi, voix française : Charles Mendiant

Ayumu Hogi (穂木 あゆむ, Hogi Ayumu)
Voix japonaise : Rui Tanabe, voix française : Frédérique Marlot

Hairu Ihei (伊丙 入, Ihei Hairu)
Voix japonaise : Akira Sekine, voix française : Sophie Planet

### Inspecteur de1reclasse
Nimura Furuta (旧多 二福, Furuta Nimura)
Voix japonaise : Daisuke Kishio, voix française : Martial Le Minoux (saisons 1 et 2) puis Jean-Marco Montalto (:re),
Inspecteur de 1re classe et partenaire de l'inspecteur spécial-adjoint Shiki Kijima, Nimura Furuta apparaît en même temps que ce dernier lors de l'enquête sur "Les Roses". Il devient par la suite le partenaire de Haise Sasaki, après la mort de son supérieur. Au premier abord, Nimura Furuta semble inoffensif et discret. Son vrai visage est cependant dévoilé juste après le moment où Shiki Kijima se fait tuer. Nimura Furuta s'avère être un homme froid et calculateur : seule sa vie compte. Il n’a donc aucun remords à utiliser les autres, en les envoyant régulièrement vers une mort certaine. Ainsi massacre-t-il sans aucune pitié la goule Matsumae avec la quinque-tronçoneuse de son ancien supérieur, après lui avoir crevé les yeux avec ses seuls doigts. Nimura Furuta est un véritable caméléon et un agent double : il se révèle être un ancien élève du Jardin Ensoleillé, un agent de l'organisation V ; il était à l'origine un demi-humain ayant obtenu, grâce à une implantation réalisée par le docteur Kano, le kagune de Lize, le transformant en une demi-goule assez forte pour vaincre une goule de niveau SSS comme Eto. Si les autres agents de V venaient à être au courant de son kagune, il pourrait être étiqueté comme une cible possible pour l'exécution. Dans le but de découvrir l'identité du Roi borgne, il infiltre les Pierrots sous le nom de Sota (宗 太, Sota). C'est lui qui provoque l'accident de Lize et assiste le docteur Kanō dans la transformation de Ken Kaneki en une demi-goule. Son entretien avec Eto révèle qu'il est aussi un paria du clan Washu, quelque chose qui l'irrite grandement. Toutefois, les motivations de Nimura Furuta sont encore floues. Lors de l'attaque de la Cochlée, il est attaqué par Eto qui a pu s'échapper de sa cellule. Cette dernière, folle de rage, pourchasse Furuta après que celui-ci lui a servi comme repas son éditeur de romans. Après avoir feint une fuite, il terrasse la Chouette à l'œil écarlate sans difficulté, révélant au même moment sa nature de goule borgne artificielle. Laissant Eto agoniser, il lui déclare qu'il souhaite la "super-paix" avant de quitter la prison.
Il devient ensuite directeur du CCG sous le nom de Kichimura Washu (sa famille est une branche cadette des Washu) et créé les oggais, véritables armes vivantes, qui sont en fait des enfants à qui on a implanté un quinque fait à partir du kagune de Lize. Les oggais arrivent à mettre en déroute les chèvres noires, jusqu'à être finalement avalés par Ken Kaneki ce qui conduit sa transformation en «dragon». Il est chassé de son poste de directeur par Itsuki Marude, ce dernier ayant découvert la vraie nature des Washu. Furuta deviendra ainsi un des principaux ennemis de Kaneki qu'il vaincra plusieurs fois grâce à ses talents de stratège et sa force. Il s'avère être un personnage mystérieux, dont l'histoire est finalement très peu révélée, mais pour qui tous les moyens sont bons pour arriver à ses fins.

### Inspecteur de2eclasse
Seidô Takizawa (滝澤 政道, Takizawa Seidō)
Voix japonaise : Shinnosuke Tachibana, voix française : Martial Le Minoux (saisons 1 et 2) puis Jean-Marco Montalto (:re),
Inspecteur de 2e classe assigné au 20e arrondissement de Tokyo et partenaire de l'inspecteur Kōsuke Hōji, il est en rivalité avec Akira Mado pour laquelle il éprouve une profonde jalousie depuis qu'elle est passée 1re et lui 2d à leur examen d'entrée au CCG. Âgé de seulement 21 ans au début de la série, il peut se montrer parfois immature et impulsif, mais reste dévoué à son travail et utilise un quinque ailé en forme d'arbalète pour se battre. Lors de la bataille contre la Chouette, il est grièvement blessé par Noro sous les yeux impuissants de Kôtaro Amon.
Dans Tokyo Ghoul:re, il réapparaît en demi-goule, comme Kaneki, avec les organes de Kuzen Yoshimura, à la suite d'une opération du docteur Kano. Ayant subi par la suite une torture insoutenable du docteur Kano, qui voulait lui « faire quelques tests » qui l'ont rendu fou, Seidô Takizawa devient un monstre sadique assoiffé de sang et sans pitié, qui prend du plaisir à massacrer ses adversaires tout en ayant parfaitement conscience de ses actes. De plus, la torture qu'il a subie l'a rendu insensible à la douleur. Il est forcé de servir Aogiri et commet un carnage lors des Enchères. Il affronte par la suite Haise Sasaki, qu'il reconnaît en tant que Ken Kaneki, et le fait longuement souffrir jusqu'à l'intervention d'Hinami Fueguchi ; il dévoile entre-temps qu'il est devenu lui-même une Chouette ou goule de feu à l'œil écarlate. Il finit par prendre la fuite après l'arrivée des renforts du CCG et revoit pendant un court instant Akira. L'inspectrice est tétanisée de voir dans quel état se trouve son ancien collègue...

### Quinques
Les Quinques sont des armes créées en laboratoire à partir de Kagune. Elles sont utilisées par la CCG, permettant de blesser les goules.
Haise Sasaki (佐々木 琲世, Sasaki Haise)
Voix japonaise : Natsuki Hanae, voix française : Jean-Pierre Leblan,
Personnage principal de Tokyo Ghoul:re, Haise Sasaki est un investigateur de première classe de l'unité Quinques. Il est également une goule souffrante d'amnésie, cherchant constamment à en savoir davantage sur Ken Kaneki, qui n'est autre que lui-même.
Kuki Urie (瓜江 久生, Urie Kuki)
Voix japonaise : Kaito Ishikawa, voix française : Alexandre Coadour,
Enquêteur prometteur de 2e classe et chef d'escouade des Quinques, il perd rapidement son titre de chef en raison de son attitude : il fait en effet passer ses objectifs personnels avant tout et va jusqu'à manipuler son groupe entier. Il ne pense qu'à monter en grade et devenir plus fort pour venger son père, ancien inspecteur tué au combat. Urie se révèle ainsi impitoyable, ne respecte que très peu de personnes et passe son temps à juger les autres. Il devient inspecteur de 1re classe après les Enchères. Il considère Takeomi Kuroiwa comme son plus grand rival et cherche en permanence à le surpasser. Après que Haise les quitte, à la suite des répercussions de l'opération « Rose », il devient le mentor de l'escouade.
Ginshi Shirazu (不知 吟士, Shirazu Ginshi)
Voix japonaise : Yūma Uchida, voix française : Alan Aubert
Inspecteur de seconde classe du CCG, Ginshi Shirazu est le chef de l'escouade des Quinques après qu'Urie a été destitué de son titre.
Tōru Mutsuki (六月 透, Mutsuki Tōru)
Voix japonaise : Natsumi Fujiwara, voix française : Sophie Planet,
Inspecteur de première classe du CCG, Tōru Mutsuki fait partie de l'escouade des Quinques. Elle possède un taux de cellules RC très bas par rapport aux autres quinques. Le docteur Shiba et l'escouade d'Hirako le surnomme « Le Bandeau ». Si elle se fait passer pour un garçon, elle est bien une fille, amoureuse par ailleurs de son sensei Haise Sasaki (Kaneki Ken). Elle sera capturée, violée et torturée par la goule Torso qui lui voue un amour obsessionnel. Elle sera finalement délivrée lors de l'opération du CCG contre Aogiri sur l'île Rushima. Mutsuki manie parfaitement un quinque en forme de couteaux, et a un contrôle total sur ses cellules RC, ce qui la rend capable de donner à son kagune la forme de n'importe quel autre kagune. Elle a une personnalité plutôt instable, mais est soutenue par ses collègues et amis Kuki Urie et Saiko Yonebayashi.
Saiko Yonebayashi (米林 才子, Yonebayashi Saiko)
Voix japonaise : Ayane Sakura, voix française : Catherine Collomb,
Inspectrice de troisième classe du CCG, Saiko Yonebayashi fait partie de l'escouade des Quinques. Elle est la mascotte de l'équipe à qui elle transmet sa bonne humeur. Elle passe le plus clair de son temps devant des jeux vidéo et des mangas, sur ses heures de mission. Après la promotion de Urie, en tant que mentor de l'escouade à la suite du départ de Sasaki, elle devient chef d'escouade.
Touma Higemaru ()
Voix japonaise : Hiromu Mineta, voix française : Frédérique Marlot
Diplômée de la première académie et étudiant boursier qui a rejoint l'escouade après le départ de Ken kaneki alias Haise Sasaki. Il sera grièvement blessé lors d'un combat contre Porpora qui menait une attaque des Pierrots contre le bureau principal du CCG.
Jin LI Shao ()
Jin Li Shao fait partie de la classe d'étudiants surdoués de White Sun Garden. Elle possède un talent inégalable pour le combat à main nue. Elle rejoint l'escouade après l'extermination des Tsukiyima.
Shin Sanpei Aura ()
Voix japonaise : Makoto Furukawa (en), voix française : Christophe Seugnet
Diplômé de la septième académie il est le neveu de l'inspecteur spécial Kiyoko Aura. Il aurait, selon sa tante, un énorme potentiel mais il n'a rien fait de particulier lorsqu'il était à l’académie. Toutefois, son taux de RC exceptionnel (980) confirme ses dires.
À noter que l'escouade a rejoint la division S2.